# De Streekkrant
De Streekkrant (voorheen Deze Week) is een voormalig gratis weekblad in Vlaanderen. Het was een uitgave van de Roularta Media Groep sinds halverwege de 20ste eeuw. Met een oplage van circa 2,644 miljoen huis-aan-huis verdeelde kranten en een bereik van meer dan 3,5 miljoen lezers was het de grootste krant uit Vlaanderen.

## Geschiedenis

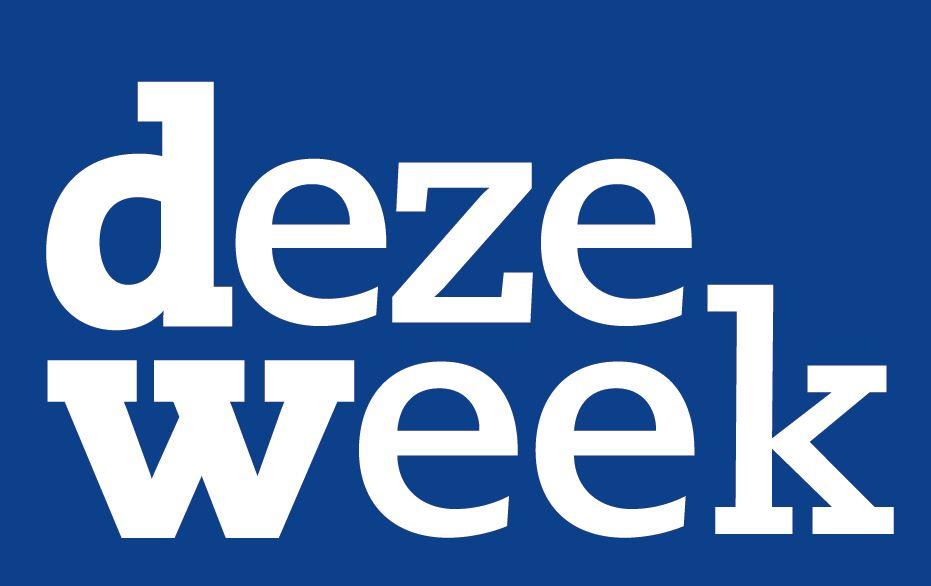
Logo van Deze Week

In 2016 werd de naam van De Streekkrant gewijzigd naar Deze Week. Hoewel de kranten meer lokaal nieuws gingen bevatten en meer pagina's zouden tellen, werd het aantal regionale edities teruggebracht van 48 naar 34.
In 2019 kreeg Deze Week terug de naam De Streekkrant. Daarnaast werd opnieuw besloten om meerdere edities stop te zetten, waardoor de krant geen nationale dekking meer had.
Uitgeverij Roularta besliste om eind oktober 2021 de uitgave volledig te stoppen. De Streekkrant was toen in verschillende van de slechts 17 regio's geen wekelijkse krant meer, maar een tweewekelijkse krant geworden. De oplage was daarenboven sterk gedaald naar minder dan 900.000.

## Inhoud
De krant bood hoofdzakelijk lokale consumenteninformatie en reclame. De lokale informatie bestond uit streekgebonden berichtgeving met praktische info zoals medische wachtdiensten, evenementenkalenders en filmagenda's. De krant had een belangrijke functie voor commerciële berichten en aanbiedingen en was ook vooral populair als advertentieruimte voor de lokale immobiliënmarkt.
De kosten van de krant werden gedragen door de vele adverteerders, die betaalden naargelang oplage. Op internet wordt de krant vertegenwoordigd door de website destreekkrant.be